# Excoecaria oppositifolia
Excoecaria oppositifolia là một loài thực vật có hoa trong họ Đại kích. Loài này được Griff. mô tả khoa học đầu tiên năm 1844.